# Onkraj reda
Onkraj reda: še 12 pravil za življenje je knjiga samopomoči kanadskega kliničnega psihologa, profesorja in youtuberja Jordana Petersona, nadaljevanje knjige iz 2018, 12 pravil za življenje. Knjiga je izšla 2. marca 2021, v slovenščini jo je v prevodu Nikija Neubauerja izdala založba Družina.
Obe knjigi slonita na ideji, da sta red in kaos temeljni načeli resničnosti. Medtem ko se je v prvi osredotočil predvsem na to, kako si urediti življenje in nevarnost kaosa, Peterson v novi knjigi predstavlja smernice za uravnoteženje obeh načel in opozarja na nevarnost pretiranega strukturiranja. Z drugimi besedami omenja, da knjiga 12 pravil za življenje predstavlja pozitivne plati konzervativne misli, Onkraj reda pa liberalne.

## Seznam pravil
Knjiga poleg posvetila, uvodnih in zahvalnih besed sestavljena iz dvanajstih esejsko obravnavanih pravil:
1. Ne omalovažujte nepremišljeno družbenih ustanov in ustvarjalnih dosežkov.
2. Predstavljajte si, kaj bi lahko bili, in si nato zavzeto prizadevajte, da to postanete.
3. Ne skrivajte neželenih reči v megli.
4. Opazite priložnosti, ki se skrivajo tam, kjer se je kdo odrekel odgovornosti.
5. Ne počnite tega, kar sovražite.
6. Opustite ideologijo.
7. Vsaj na eni stvari delajte tako trdo, kot le lahko, in poglejte, kaj se zgodi.
8. Poskusite narediti eno sobo v svojem domu tako lepo, kot se le da.
9. Če vas stari spomini še vedno vznemirjajo, jih natančno in v celoti zapišite.
10. Načrtujte in marljivo delajte, da ohranjate romantičnost v svojem odnosu.
11. Ne dovolite si, da postanete zamerljivi, lažnivi in naduti.
12. Bodite hvaležni kljub svojemu trpljenju.